# Деллв'ю (Північна Кароліна)
Деллв'ю (англ. Dellview) — місто (англ. town) в США, в окрузі Ґестон штату Північна Кароліна. Населення — 6 осіб (2020).

## Географія
Деллв'ю розташований за координатами 35°23′12″ пн. ш. 81°24′46″ зх. д. / 35.38667° пн. ш. 81.41278° зх. д. (35.386552, -81.412707).  За даними Бюро перепису населення США в 2010 році місто мало площу 0,29 км², уся площа — суходіл.

## Демографія
Згідно з переписом 2010 року, у місті мешкало 13 осіб у 5 домогосподарствах у складі 3 родин. Густота населення становила 44 особи/км².  Було 5 помешкань (17/км²).
Расовий склад населення:
| - 76,9 % — білих - 7,7 % — чорних або афроамериканців - 15,4 % — осіб інших рас |

До двох чи більше рас належало 0,0 %. Частка іспаномовних становила 0,0 % від усіх жителів.
За віковим діапазоном населення розподілялося таким чином: 15,4 % — особи молодші 18 років, 76,9 % — особи у віці 18—64 років, 7,7 % — особи у віці 65 років та старші. Медіана віку мешканця становила 46,5 року. На 100 осіб жіночої статі у місті припадало 85,7 чоловіків;  на 100 жінок у віці від 18 років та старших — 83,3 чоловіків також старших 18 років.
Цивільне працевлаштоване населення становило 5 осіб. Основні галузі зайнятості: освіта, охорона здоров'я та соціальна допомога — 100,0 %.